# Cynometra ramiflora
Espèce
Cynometra ramiflora, appelé Katong à Singapour, est une espèce de plantes à fleurs de la famille des Fabaceae. C’est un arbre toujours vert pouvant atteindre 20 à 25 mètres de hauteur. Les jeunes feuilles sont roses avant de passer au vert foncé. Les fleurs blanches apparaissent en grappes. Le bois a une valeur commerciale, et convient surtout pour l'usage intérieur. Il est attaqué par les insectes à l'extérieur et exige un traitement.

## Liste des sous-espèces et variétés
Selon Catalogue of Life (6 août 2014) :
- variété Cynometra ramiflora var. bifoliolata
- variété Cynometra ramiflora var. ramiflora

Selon The Plant List (6 août 2014) :
- variété Cynometra ramiflora var. bifoliolata (Merr.) Meeuwen

Selon Tropicos (6 août 2014) (Attention liste brute contenant possiblement des synonymes) :
- sous-espèce Cynometra ramiflora subsp. bijuga (Spanoghe ex Miq.) Prain
- sous-espèce Cynometra ramiflora subsp. ramiflora
- variété Cynometra ramiflora var. bifoliolata (Merr.) Meeuwen
- variété Cynometra ramiflora var. bijuga Benth.
- variété Cynometra ramiflora var. heterophylla Thwaites
- variété Cynometra ramiflora var. mimosoides Baker
- variété Cynometra ramiflora var. ramiflora